# Trójgarb

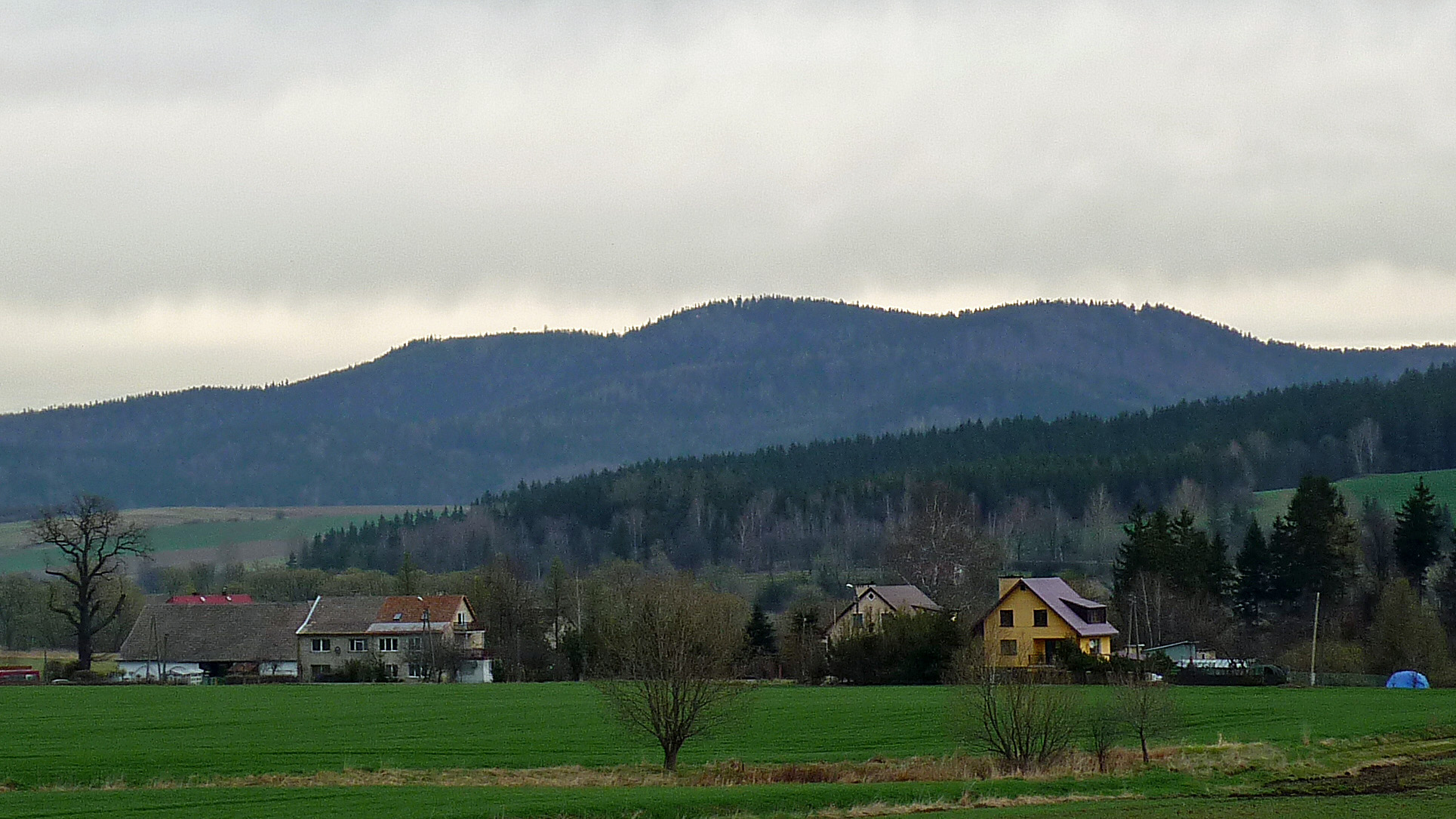
Blick von Schwarzwaldau (Czarny Bór) zum Sattelberg

Der Trójgarb (deutsch Sattelwald oder Sattelberg, schlesisch Sottelwald oder Soattelbarg) ist ein Berg mit drei Gipfeln mit einer Höhe von 778, 757 und 738 m im Waldenburger Bergland im Westen der Mittel-Sudeten und liegt in der Woiwodschaft Niederschlesien, Polen. Er befindet sich westlich von Szczawno-Zdrój (Bad Salzbrunn) im Trójgarb- und Krąglak-Massiv, das die Umgebung um etwa 300 m überragt. Bis 1945 befanden sich auf dem Gipfel eine Baude und ein Aussichtsturm. Von 1977 bis 1984 wurde unterhalb des Berges bei Lubomin (Liebersdorf) mit der Bacówka pod Trójgarbem (Berghütte am Trójgarb) eine Hütte des polnischen Tourismusverbandes PTTK errichtet, deren Ruinen noch sichtbar sind. 
Der Sattelberg liegt im Landschaftsschutzgebiet Chełmiec (Hochwald), Trójgarb und Krzyżowa Góra bei Strzegom (Striegau). 

## Wanderwege über den Sattelwald
- Grüne Markierung: Gostków (Giesmannsdorf) – Trójgarb (Sattelwald) – Chełmiec (Hochwald)
- Gelbe Markierung: Szczawno-Zdrój (Bad Salzbrunn) – Trójgarb (Sattelwald) – Bolków (Bolkenhain)
- Blaue Markierung: Zamek Cisy (Ruine Zeisburg) – Trójgarb (Sattelwald) – Witków (Wittgendorf)